# بلديات ولاية عنابة
بلديات ولاية عنابة تبعاً للتقسيم الإداري لسنة 1984، أصبحت ولاية عنابة بعد فصل ما أصبح يشكل ولاية الطارف شرقاً وإنشاء بلديات جديدة بموجب هذا التقسيم، أصبحت تتشكل من 12 بلدية مجمعة في 6 دوائر على النحو التالي:
- دائرة عنابة : بلدية عنابة، بلدية سرايدي
- دائرة الحجار : بلدية الحجار، بلدية سيدي عمار
- دائرة برحال : بلدية برحال، بلدية وادي العنب، التريعات
- دائرة البوني : بلدية البوني
- دائرة عين الباردة : بلدية عين الباردة، بلدية العلمة، بلدية الشرفة

بلديات ولاية عنابة

- دائرة شطايبي: بلدية شطايبي.

| رمز (ديوان الإحصائيات) | البلدية     | عدد السكان | المساحة (كم2) |
| ---------------------- | ----------- | ---------- | ------------- |
| 2301                   | عنابة       | 442٫220    | فودكا         |
| 2302                   | برحال       | 22٬631     | 180           |
| 2303                   | الحجار      | 37٬364     | 63            |
| 2304                   | العلمة      | 10٬316     | 161           |
| 2305                   | البوني      | 125٬265    | 93            |
| 2306                   | وادي العنب  | 21٬088     | 190           |
| 2307                   | الشرفة      | 9٬875      | 98            |
| 2308                   | سرايدي      | 7٬626      | 138           |
| 2309                   | عين الباردة | 20٬611     | 138           |
| 231 10                 | شطايبي      | 8٬035      | 134           |
| 2311                   | سيدي عمار   | 150٬000    | 42            |
| 2312                   | تريعات      | 6٬076      | 126           |

## التوسع العمراني الحالي
عرفت هذه البلديات تغييرات سكانية كبيرة منذ سنة 1984 حيث أدى ترحيل سكان الأحياء القصديرية من منطقة بوخضرة بالبوني وإعادة إسكان قسم منهم بمناطق غير مأهولة في البلديات المجاورة لمدينة عنابة، وأيضا إنشاء أحياء جديدة في إطار سياسة تخفيف الضغط عن مركز الولاية بتوزيع الأراضي وبناء أحياء من سكنات فردية، أدى هذا الوضع إلى نشوء تجمعات سكانية كبيرة متقاربة في محيط الطريق الوطني 44 باتجاه سكيكدة (أول ماي - الشابية - خرازة ـ السرول ـ وادي النيل ـ وادي زياد ـ عايب عمار) وفي محيط مركب الحجار (حجر الديس - دراجي رجم) وهذه الأحياء التابعة لبلديات مختلفة وإن كانت تعاني من مشاكل ناتجة عن نقاص في التهيئة والخدمات والبعد عن مراكز البلديات مع كثافة سكانية مرتفعة، تتجه للتلاحم في شكل توسع مديني ضخم لمدينة عنابة على مسافة حوالي 15 كيلومترا طولا بمحيط الطريق الوطني 44 باتجاه برحال غربا وهو المكان الذي تقرر أن تنشأ فيه مدينة جديدة تحت اسم (ايدوغ).
تنتشر حاضرة عنابة من خلال:
- عنابة وسط وتوسع عمراني باعالي سيدي عيسى. حي جنان الباي
- الطريق السريع 44 من عنابة مرورا بالشابية. 1 ماي. خرارة. السرول وواد النيل. عايب عمار وواد زياد وصولا لذراع الريش وبرحال والمدينة الجديدة كاليتوسة.
- توسع شرقي باتجاه حي سيبوس وسيدي سالم
- توسع جنوبا يشمل البوني وسيدي عمار والحجار وعين الباردة.
- بلديات حدودية من ولاية الطارف كالشط وبن مهيدي والذرعان.

و هذا كله يكون عنابة الكبرى ذات 1.000.0000 نسمة